# Gemenele (gmina)
Gemenele – gmina w Rumunii, w okręgu Braiła. Obejmuje miejscowości Găvani i Gemenele. W 2011 roku liczyła 1819 mieszkańców. 